# Olympische Sommerspiele 1900/Radsport – 25 km Bahn (Männer)
Das 25-km-Bahnradrennen der Männer bei den Olympischen Spielen 1900 in Paris fand vom 15. September 1900 statt. Es war das bisher einzige in der olympischen Geschichte.
Olympiasieger wurde der Franzose Louis Bastien, vor seinen Landsmännern Louis Hildebrand, der als Zweiter Bronze gewann, Auguste Daumain (Dritter) und Maxime Bertrand. Die restlichen sechs Starter beendeten das Rennen nicht.

## Ergebnisse
| Rang | Athlet            | Nation             | Zeit        |
| ---- | ----------------- | ------------------ | ----------- |
| 1    | Louis Bastien     | Frankreich         | 25:36,2 min |
| 2    | Louis Hildebrand  | Großbritannien     | 28:09,4 min |
| 3    | Auguste Daumain   | Frankreich         | 29:36,2 min |
| 4    | Maxime Bertrand   | Frankreich         | unbekannt   |
|      | Léon Gingembre    | Frankreich         | DNF         |
|      | Louis Trousselier | Frankreich         | DNF         |
|      | John Henry Lake   | Vereinigte Staaten | DNF         |
|      | A. Porcher        | Frankreich         | DNF         |
|      | Paul Gottron      | Deutsches Reich    | DNF         |
|      | J. Bérard         | Frankreich         | DNF         |